# San Esteban de Gormaz
San Esteban de Gormaz és un municipi de la província de Sòria, a la comunitat autònoma de Castella i Lleó.

## Divisió
Està format pels pobles d'Aldea de San Esteban, Atauta, Ines, Matanza de Soria, Morcuera, Olmillos, Pedraja de San Esteban, Peñalba de San Esteban, Piquera de San Esteban, Quintanas Rubias de Abajo, Quintanas Rubias de Arriba, Quintanilla de Tres Barrios, Rejas de San Esteban, Soto de San Esteban, Torraño, Torremocha de Ayllón, Velilla de San Esteban y Villálvaro.

## Administració
| Període      | Nom de l'alcalde/-essa          | Partit polític | Data de possessió |
| ------------ | ------------------------------- | -------------- | ----------------- |
| 1979 - 1983  |                                 |                | 19/04/1979        |
| 1983 - 1987  |                                 |                | 28/05/1983        |
| 1987 - 1991  |                                 |                | 30/06/1987        |
| 1991 - 1995  |                                 |                | 15/06/1991        |
| 1995 - 1999  |                                 |                | 17/06/1995        |
| 1999 - 2003  |                                 | Vidal (CDS)    | 03/07/1999        |
| 2003 - 2007  | José Antonio Alcala Carralcazar | PP             | 14/06/2003        |
| 2007 - 2011  | Millan Miguel Roman             | PP             | 16/06/2007        |
| 2011 - 2015  | n/d                             | n/d            | 11/06/2011        |
| 2015 - 2019  | n/d                             | n/d            | 13/06/2015        |
| 2019 - 2023  | n/d                             | n/d            | 15/06/2019        |
| Des del 2023 | n/d                             | n/d            | 17/06/2023        |